# Danny Deferrari
Daniel „Danny“ Deferrari (* März 1982 in Mount Vernon, New York) ist ein US-amerikanischer Schauspieler. 

## Leben
Danny Deferrari wuchs in Mount Vernon als Sohn argentinischer Einwanderer auf, die sich 1974 in den Vereinigten Staaten niedergelassen hatten, wo sie beide als Übersetzer arbeiteten. Er hat zwei ältere Schwestern. Als Deferrari noch ein Teenager war, zog die Familie nach New York City. Da sein Vater für die UNO tätig war, konnte Deferrari die United Nations International School in New York besuchen.
Bereits während der Schulzeit wollte Deferrari Schauspieler werden. Er besuchte das Midsummer in Oxford Programme der British American Drama Academy und trat in diversen Highschool-Theaterinszenierungen auf. Später studierte er an der Tisch School of the Arts der New York University.
Ab Mitte der 2000er Jahre war Deferrari als Schauspieler tätig, wobei er zunächst vor allem am Theater aktiv war. Ab dem Jahr 2010 folgten Gastrollen in Fernsehserien wie Mercy, Law & Order und Pan Am. Im Jahr 2016 trat er in der Miniserie Madoff als Bernie Madoffs Sohn Andrew auf. 2020 übernahm Deferrari in Emma Seligmans Filmkomödie Shiva Baby die Rolle des Max. In Christopher Nolans Filmdrama Oppenheimer übernahm er 2023 die Rolle des Physikers Enrico Fermi.
Neben seiner Arbeit als Schauspieler Deferrari auch als Sprecher von Computerspielen tätig. Er sprach Rollen in den Spielen Max Payne 3 und Red Dead Redemption 2.

## Filmografie
- 2004: The Next Movie (Kurzfilm)
- 2010: Mercy (Fernsehserie, 1 Episode)
- 2010: Law & Order (Fernsehserie, 1 Episode)
- 2011: Pan Am (Fernsehserie, 3 Episoden)
- 2012: Learnin' with Vermin (Kurzfilm)
- 2012: Modern Love (Fernsehfilm)
- 2012: The Pilgrim & the Private Eye (Kurzfilm)
- 2013: Cinnamon Girl (Fernsehfilm)
- 2014: X/Y
- 2014: Liebe to Go – Die längste Woche meines Lebens (The Longest Week)
- 2014: Forever (Fernsehserie, 1 Episode)
- 2014: The Hardest Word (Kurzfilm)
- 2015: It Had to Be You
- 2016: Madoff – Der 50-Milliarden Dollar Betrug (Madoff, Miniserie, 4 Episoden)
- 2017: Hedgehog
- 2017: Kensho at the Bedfellow
- 2917: State of Mind – Der Kampf des Dr. Stone (Three Christs)
- 2018: Private Life
- 2019: Chicago Med (Fernsehserie, 1 Episode)
- 2019: NOS4A2 (Fernsehserie, 1 Episode)
- 2019: Blue Bloods – Crime Scene New York (Fernsehserie, 1 Episode)
- 2020: Shiva Baby
- 2022: Ray Donovan: The Movie
- 2023: Wilder Than Her
- 2023: Oppenheimer

## Theatrografie
- 2005: Triangle (Williamstown Theatre Festival)
- 2005: I Have Loved Strangers (Williamstown Theatre Festival)
- 2008: Trouble Tales (For Boys And Girls) (Williamstown Theatre Festival)
- 2009: The Confidence Man (Woodshed Collective, New York City)
- 2010: Fifth of July (Williamstown Theatre Festival)